# Hugo Steinhaus
Hugo Dyonizy Steinhaus (ur. 14 stycznia 1887 w Jaśle, zm. 25 lutego 1972 we Wrocławiu) – polski matematyk żydowskiego pochodzenia, profesor Uniwersytetu Jana Kazimierza i Uniwersytetu Wrocławskiego, współtwórca lwowskiej szkoły matematycznej, współzałożyciel i redaktor czasopisma „Studia Mathematica”; aforysta.
Był autorem wielu prac z zakresu teorii gier, analizy funkcjonalnej, topologii, teorii mnogości, szeregów trygonometrycznych, szeregów ortogonalnych, teorii funkcji rzeczywistych oraz zastosowań i popularyzacji matematyki.

## Życiorys

### Dzieciństwo i młodość
Urodził się 14 stycznia 1887 w Jaśle w rodzinie Bogusława, dyrektora spółdzielni kredytowej, i Eweliny z Lipschitzów. Jego ojciec był właścicielem cegielni . Był wnukiem Józefa, radnego rady miejskiej w Jaśle (pochowanego na jasielskim cmentarzu żydowskim) i prawnukiem Chaima haKohen Steinhausa (przydomek „haKohen” oznacza, że męscy przedstawiciele rodu Steinhaus pochodzą w prostej linii od biblijnego arcykapłana Aarona). Bratanek Ignacego Steinhausa, adwokata, posła do parlamentu austriackiego. Do 9 roku życia pobierał prywatne nauki w domu . Następnie od czwartej klasy uczęszczał do szkoły ludowej . Języka francuskiego nauczył się od bony, która na co dzień opiekowała się nim i jego siostrami, niemieckiego czytając książki, angielskiego zaczął się uczyć przed maturą, poza tym na maturze obowiązkowo była łacina (pisemna) i greka (ustna) . W 1905 zdał z odznaczeniem maturę w gimnazjum klasycznym w Jaśle. Następnie rozpoczął studia matematyczne i filozoficzne na Wydziale Filozoficznym Uniwersytetu Lwowskiego.
Po roku zmienił uczelnię; w latach 1906–1911 kontynuował studia w Getyndze pod kierunkiem Davida Hilberta i Feliksa Kleina. Przeniesienie się na Uniwersytet w Getyndze było wynikiem przypadkowego spotkania we Lwowie prof. Stanislausa Jollesa (był on specjalistą w zakresie geometrii wykreślnej na Politechnice w Charlottenburgu), który namówił Steinhausa na studia w Getyndze. Tamże zaczął biegać i to niezależne od pory roku, potrafił przebiec kilkanaście kilometrów po śniegu. Tam także poznał Wacława Sierpińskiego i Tadeusza Banachiewicza, z którymi podróżował po Niemczech – Hamburg uważał za najpiękniejsze miasto niemieckie . W 1911 uzyskał tam stopień doktora filozofii summa cum laude na podstawie pracy Neue Anwendungen des Dirichlet’schen Prinzips. Promotorami pracy doktorskiej byli: David Hilbert, Carl Runge i Johannes F. Hartmann . W latach 1911–1914 przebywał w Jaśle, w tym okresie opublikował osiem prac. Jesienią 1911 musiał wstąpić do CK Armii, która to służba obrzydziła mu wojsko ostatecznie, wkrótce został zwolniony do cywila z powodu choroby serca . Po wybuchu I wojny światowej zgłosił się do biura werbunkowego Legionów w Krakowie, skąd przydzielono go do Departamentu Wojskowego Naczelnego Komitetu Narodowego. Jesienią 1914 r. wraz z nim ewakuował się do Wiednia. Tam przeniesiono go jako tłumacza do biura prezydialnego NKN. Wiosną 1915 r. wstąpił do Legionów. Odbył przeszkolenie w kadrze artylerii 1. part w Jeżowie, a następnie uczestniczył w walkach pułku na Wołyniu. Po śmierci brata stryjecznego Władysława, śmiertelnie rannego 24 X 1915 r. pod Kuklami, otrzymał urlop i wyjechał do Krakowa. Nie wrócił już do służby wojskowej i na początku 1916 r. został zwolniony z Legionów. W następnym roku podjął pracę w Centrali Odbudowy Kraju w Krakowie. Tamże w lipcu 1916 roku doszło na krakowskich plantach do słynnego spotkania Stefana Banacha, którego uważał za swoje największe „odkrycie” matematyczne . W 1917 habilitował się we Lwowie na podstawie rozprawy o pewnych własnościach szeregów Fouriera. Przez rok był asystentem i docentem matematyki na Uniwersytecie Lwowskim.
W tym czasie matematyk Józef Puzyna poważnie zachorował i Steinhaus praktycznie sam reprezentował matematykę . Wtedy to córkę wraz z żoną wysłał do Jasła, a sam pozostał we Lwowie.

### Kariera naukowa w okresie międzywojennym

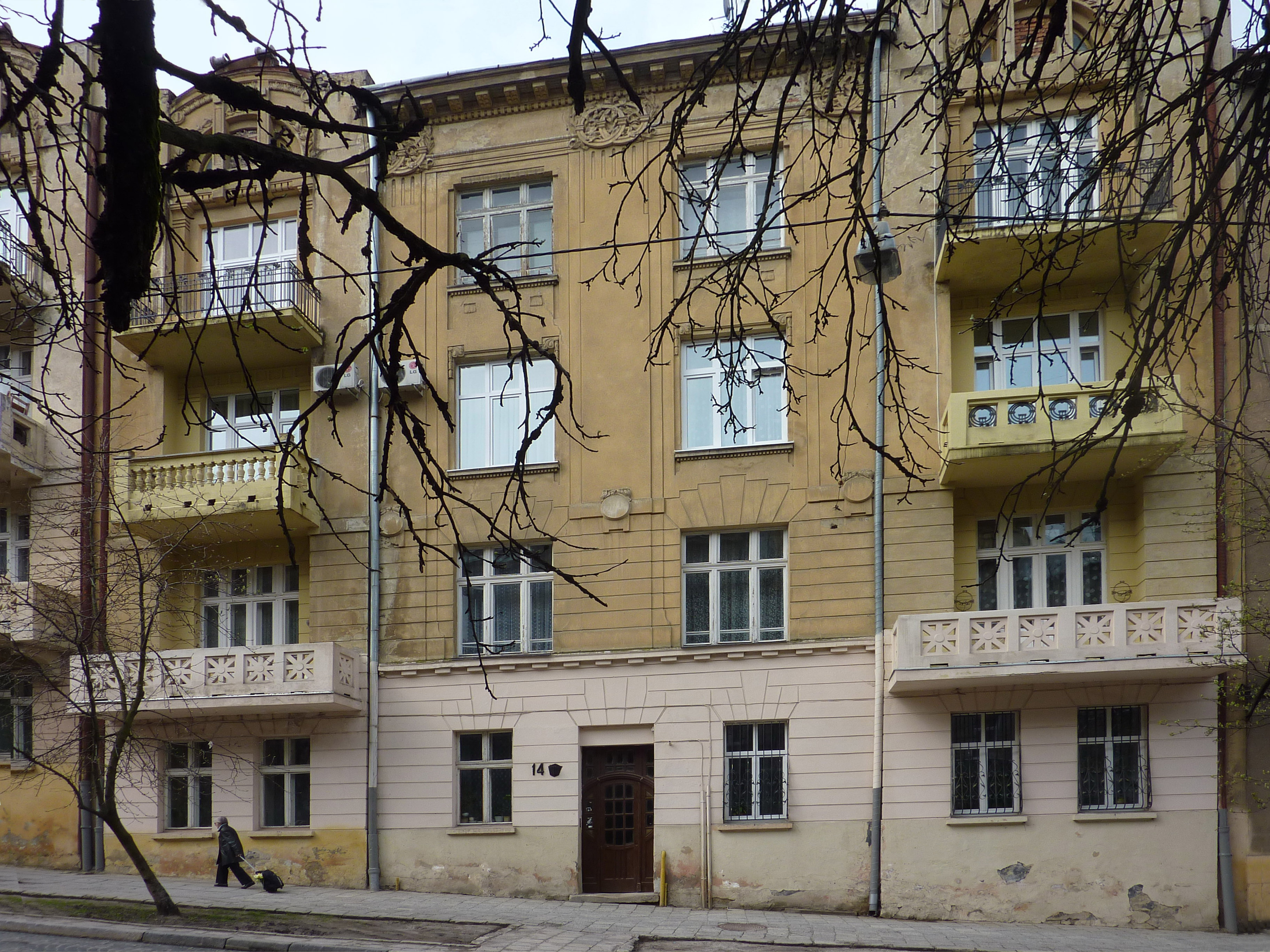
Kamienica przy ul. Kadeckiej 14 we Lwowie, należąca do prof. Hugona Steinhausa

W 1918 opublikował pracę Additive und stetige Funktionaloperationen („Mathematische Zeitschrift”, 5/1919), uważaną za pierwszą polską pracę o operacjach funkcyjnych. Po zakończeniu I wojny światowej przebywał w Jaśle, gdzie pracował jako matematyk w biurze rozdziału gazu.
W 1920 został profesorem nadzwyczajnym matematyki Uniwersytetu Lwowskiego i kierownikiem I Katedry Matematyki (1920–1939), a w 1923 profesorem zwyczajnym. Wtedy napisał popularną książeczkę „Czem jest, a czem nie jest matematyka” . Kilkakrotnie wyjeżdżał do Paryża, Getyngi i Bolonii.
W Bolonii odbył się kongres matematyczny z udziałem naukowców niemal z całego świata. Subwencję na pobyt polskich matematyków wyasygnował premier Kazimierz Bartel .
Skupione wokół Steinhausa i Stefana Banacha grono lwowskich matematyków, wśród których byli między innymi Stanisław Mazur, Władysław Orlicz, Juliusz Paweł Schauder, Stefan Kaczmarz, Stanisław Ulam, Władysław Nikliborc tworzyło tak zwaną lwowską szkołę matematyczną, silny ośrodek naukowy, którego tematyka badań była odmienna od tematyki ośrodka warszawskiego. Domeną szkoły lwowskiej stała się analiza funkcjonalna. W 1929 Steinhaus wspólnie ze Stefanem Banachem założył czasopismo „Studia Mathematica” o zasięgu międzynarodowym, poświęcone wyłącznie analizie funkcjonalnej.
W roku 1938 wynalazł introwizor – przyrząd do przestrzennej lokalizacji rentgenowskiej niedostępnych przedmiotów, opatentowany w USA.
Córka Lidia Steinhaus (1919–2000) studiowała prawo w Paryżu. Tam zaręczyła się ze studentem romanistyki, Janem Kottem, za którego wyszła za mąż w czerwcu 1939.

### Losy wojenne
W 1939 po agresji ZSRR na Polskę i aneksji Lwowa przez ZSRR otrzymał nominację na profesora Katedry Analizy Wyższej w Lwowskim Państwowym Uniwersytecie ZSRR (przemianowany przez sowietów dotychczasowy Uniwersytet Jana Kazimierza) oraz pracownika naukowego Akademii Nauk w Kijowie. Po wkroczeniu do Lwowa wojsk niemieckich (29 czerwca 1941), wobec represji hitlerowców wobec Żydów, Steinhaus wraz z rodziną kilka miesięcy ukrywał się w mieszkaniach znajomych we Lwowie. Najdłużej ukrywał się w willi profesorstwa Benedykta i Stefanii Fulińskich przy ul. Tarnowskiego 82. Prof. Steinhaus nie wychodził do miasta, ograniczając się do przebywania w ogrodzie. Do miasta za to wychodziła żona profesora, co później omal nie doprowadziło do dekonspiracji rodziny. W końcu listopada 1941 uciekł do Osiczyna pod Lwowem i stamtąd w lipcu 1942 do Berdechowa koło Stróż (obecnie Wyskitna). Dzięki pomocy granatowego policjanta Józefa Laski (członka ZWZ i AK ps. „Orlicz”) z Bobowej, który wyrobił dla profesora dokumenty na fikcyjne nazwisko Grzegorz Krochmalny, oraz dzięki pomocy i opiece Mariana Szafrańca ps. „Junosz” pod zmienionym nazwiskiem profesor uczestniczył w tajnym nauczaniu, uniknął aresztowania i przeżył wojnę.

### Po wojnie – Wrocław

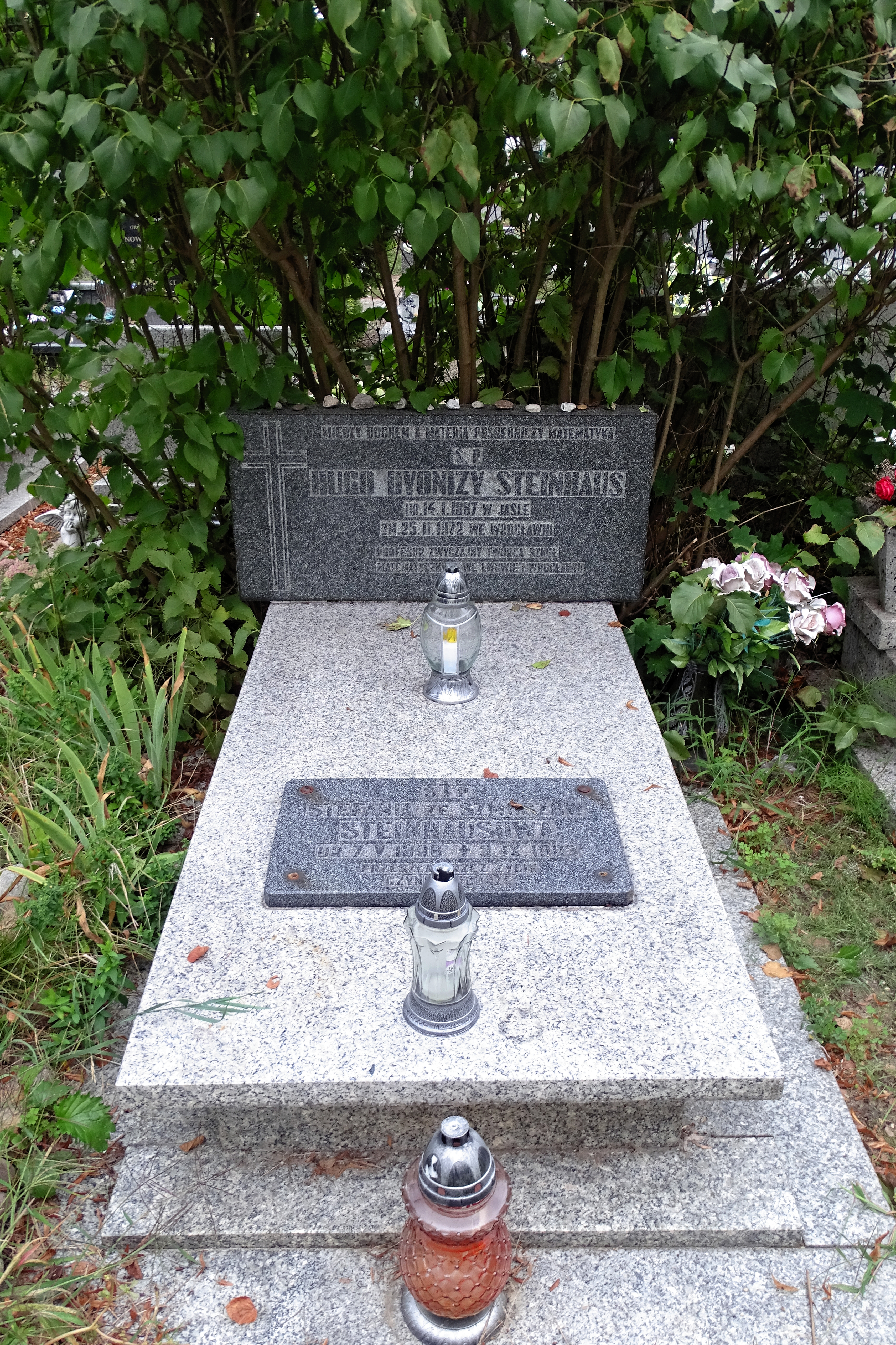
Grób prof. Steinhausa na cmentarzu przy ul. Smętnej we Wrocławiu

W 1945 współorganizował wrocławskie środowisko naukowe. Został powołany na katedrę zastosowań matematyki Wydziału Matematyczno-Fizyczno-Chemicznego, wspólnego dla Uniwersytetu i Politechniki. Był pierwszym dziekanem Wydziału Matematyki, Fizyki i Chemii Uniwersytetu Wrocławskiego. Przez wiele lat prowadził seminarium z zastosowań matematyki w Instytucie Matematycznym Uniwersytetu Wrocławskiego. Pełnił funkcję kierownika działu zastosowań przyrodniczych i gospodarczych Instytutu Matematycznego PAN, której był członkiem rzeczywistym (od 1952). Na polu analizy matematycznej współpracował z prof. Janem Mikusińskim i prof. Ewą Krzywicką-Blum.
Opublikował około 250 prac. Głównymi dziedzinami jego badań były szeregi trygonometryczne i ortogonalne, zagadnienia sumowalności. Zasadnicze wyniki zawarł w Theorie der Ortogonalreihen („Monografie Matematyczne”, 6/1935 z Kaczmarzem).
Wiele jego prac ma zasadnicze znaczenie w ścisłych sformułowaniach podstaw rachunku prawdopodobieństwa opartym na teorii miary i teorii mnogości. Wśród prac wiele miejsca zajmowały zastosowania matematyki do różnych dyscyplin, m.in. biologii, medycyny, statystyki.
Hugo Steinhaus zmarł 25 lutego 1972 we Wrocławiu i spoczywa na wrocławskim cmentarzu św. Rodziny przy ulicy Smętnej. Jego grób znajduje się na polu nr 12 (rząd 64, grób nr 19).

### Popularyzator nauki
Był autorem unikatowego, popularyzującego matematykę Kalejdoskopu matematycznego (wyd. 1938 po polsku i angielsku, przetłumaczony na 10 języków) i kilku innych książek popularnonaukowych. W 1960 otrzymał Nagrodę „Problemów” za osiągnięcia w dziedzinie popularyzowania nauki. Pozostawił też, wydane pośmiertnie, Wspomnienia i zapiski (Wrocław, 2002, I wydanie Aneks, Londyn, 1992).

## Życie prywatne
9 sierpnia 1917 roku ożenił się ze Stefanią Schmaus . Ich córka Lidia Joanna urodziła się 6 kwietnia 1919.
Był ateistą. Obdarzony był wielkim poczuciem humoru, znany był z dowcipnych i ciętych wypowiedzi (wydany w 1980 Słownik racjonalny H. Steinhausa).

## Publikacje
- 1923: Czem jest a czem nie jest matematyka, Księgarnia Nakładowa H. Altenberga;
- 1938: Kalejdoskop matematyczny, Książnica-Atlas;
- 1953: Orzeł czy reszka?, Wydawnictwo „Nasza Księgarnia”;
- 1958: Sto zadań, Państwowe Wydawnictwo Naukowe;
- 1980: Słownik racjonalny, Zakład Narodowy im. Ossolińskich.

## Odznaczenia i wyróżnienia

### Doktoraty honoris causa
- 1958: Uniwersytetu Warszawskiego
- 1961: Akademii Medycznej we Wrocławiu
- 1963: Uniwersytetu im. Adama Mickiewicza w Poznaniu[17]
- 1965: Uniwersytetu Wrocławskiego

### Wyróżnienia państwowe i samorządowe
- 1951: Nagroda Państwowa I stopnia
- 1959: Nagroda miasta Wrocławia
- 1954: Krzyż Oficerski Orderu Odrodzenia Polski[18]
- 1955: Medal 10-lecia Polski Ludowej[19]
- 1957: Krzyż Komandorski z Gwiazdą Orderu Odrodzenia Polski
- 1959: Order Sztandaru Pracy I Klasy
- 1965: Honorowe obywatelstwo Jasła[20].

### Inne zaszczyty
- 1946: Nagroda im. Stefana Banacha
- 1948: Nagroda Polskiej Akademii Umiejętności
- 1951: Nagroda im. Józefa Marcinkiewicza
- 1960: Nagroda „Problemów”
- 1970: Nagroda Fundacji Jurzykowskiego

## Upamiętnienie

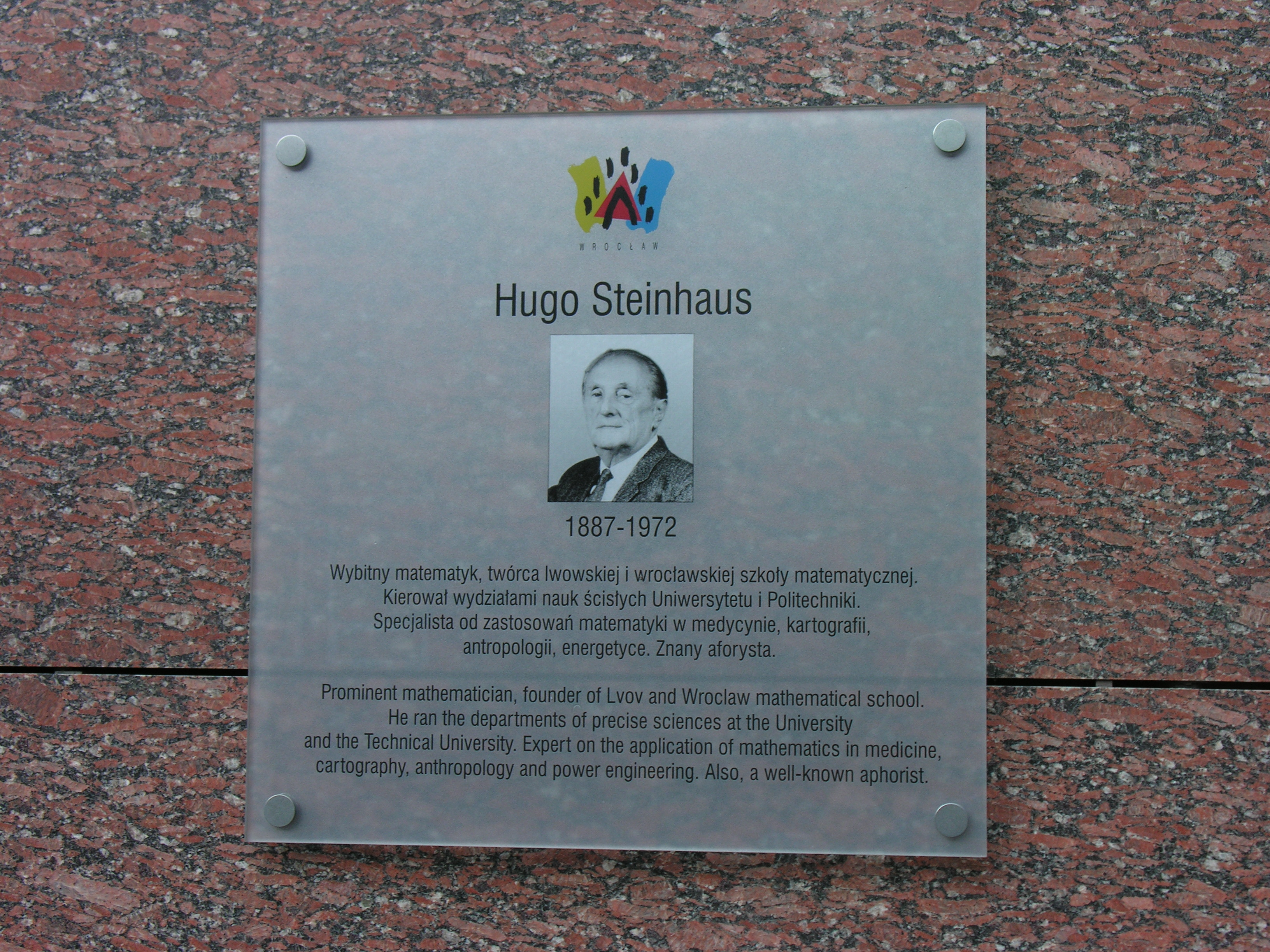
Tablica pamiątkowa we Wrocławiu

### Nazewnictwo
- Imieniem Hugona Steinhausa nazwano ulice w Warszawie (dzielnica Mokotów)[21] i we Wrocławiu (dzielnica Fabryczna)[22].
- Rondo w Jaśle na skrzyżowaniu ulic Tadeusza Kościuszki i Hugona Kołłątaja w roku 2012 zostało nazwane imieniem Hugona Steinhausa[23].
- Szkoła podstawowa nr 5 we Wrocławiu nosi imię Hugona Steinhausa[24].

### Tablice pamiątkowe
- 2 czerwca 2018 w Getyndze przy ul. Maxa Plancka odsłonięto tablicę upamiętniającą Hugona Steinhausa[25].
- Osłonięto tablice pamiątkowe: w budynku Liceum Ogólnokształcącym nr 1 w Jaśle w roku 1988[26][27][28] i we Wrocławiu przy ul. Zygmunta Janiszewskiego.